# Laure Adler
Laure Adler (Caen, Francia, 11 de marzo de 1950) es una periodista, escritora y productora de televisión francesa.

## Biografía
Hija de un ingeniero agrícola, Laure Clauzet creció en Conakri en Guinea, por entonces perteneciente al África Occidental Francesa y en Abiyán en Costa de Marfil. Llegó a Francia con su familia en 1967 a Clermont-Ferrand.
Se incorporó a la escuela secundaria para niñas Jeanne-d'Arc en Clermont-Ferrand, y durante el movimiento de mayo del 68 fue delegada de la Unión Nacional de comités de acción de la escuela secundaria (UNCAL) en París.
Tras licenciarse en filosofía, se doctoró en historia defendiendo una tesis dedicada a las feministas del siglo XIX, bajo la dirección de Michelle Perrot. Luego continuó su carrera en France Culture en 1974 como productora. Fue entonces cuando creó el programa Les Nuits magnétiques, conducido por Alain Veinstein.

## Trayectoria profesional
Participa habitualmente en el programa de Michel Polac, Droit de Réponse, entre 1981 y 1987. En 1989, François Mitterrand la contrató como asesora cultural hasta 1993.
Se incorporó a la televisión en 1993 reanudando para France 2 el programa nocturno de debates culturales, creado por Michel Field, Le Cercle de minuit, durante cuatro años. En 1997, tras haber colaborado con las ediciones Payot, Denoël y Plon, se incorpora a la casa Grasset, como responsable de ensayos y documentos.
En 1998 publicó una biografía de Marguerite Duras. Alain Vircondelet la denuncia por "estafa intelectual" y la acusa de haber "canibalizado" su obra, así como la de otros escritores o periodistas, como Christiane Blot-Labarrère, sin referencias ni citas. Aunque las acusaciones de Vircondelet fueron totalmente ignoradas, estas referencias y citas fueron restituidas por Gallimard en la edición de bolsillo. Ese mismo año, se convirtió en directora del “ El intercambio de conocimientos », A la Prensa Universitaria de Francia.
En 1999, fue nombrada directora de France Culture. Durante este período, cambió radicalmente la imagen y la programación del canal, elecciones impugnadas por asociaciones de oyentes y algunos de los periodistas y productores del canal. Durante estos años 1999-2005, en promedio y según Médiamétrie, la audiencia diaria aumentó de manera más que significativa pero el tiempo de escucha disminuyó. Su trabajo fue percibido como intervencionista. Los críticos de su actuación al frente de France Culture también se han centrado en el lugar que se le da a la noticia. Durante una entrevista con JDD en 2012, dijo sobre esos años: "He sido autoritaria porque no hay otra forma de reformar. Pero trabajé mucho en grupo. Sufrí mucha violencia en France Culture. Me han agredido física, sexual y moralmente. Me esperaban por la noche, en el sexto piso, a las 10 p.m., frente al ascensor. Un tipo entró conmigo y me escupió en la cara. Algunos chicos se escondían en el asiento trasero de mi auto; los parabrisas de los coches aparcados alrededor de la Maison de la Radio estaban cubiertos de folletos en los que me caricaturizaban como una puta. [...] Una vez que volví a ser periodista, emprendí acciones legales. Un panfleto insultante de 2005, de una asociación de oyentes de France Culture, fue la gota que colmó el vaso. Jean-Paul Cluzel ha aceptado estar a mi lado. Ganamos nuestro caso en 2007."
Ella todavía participa en el espectáculo À voz nue. Consiste en una entrevista muy detallada a una destacada personalidad intelectual, artística o política. La diversidad de las personalidades invitadas está garantizada por un sistema de productores rotativos, que permite, en particular, reservar algunas entrevistas para personalidades poco presentes en los medios. Según Acrimed, Laure Adler fundó en 2005, antes de su salida de la dirección de France Culture, una nueva organización donde se convirtió en la única productora del programa, uno de los más prestigiosos y mejor pagados del canal. Entre 2004 y 2006, condujo el programa de entrevistas mensual Permis de Ponder en el canal de televisión Arte.
En 2005, dejó la dirección de France Culture para incorporarse al grupo La Martinière y hacerse cargo de la dirección del sector de Literatura y Documentos de las Éditions du Seuil, cargo del que fue despedida en 2006 por un conflicto de personalidades, según Le Temps.
En 2008, dio clases de historia de la mujer y feminismo en el Instituto de Estudios Políticos de París.
Presenta Studio Théâtre en France Inter y ha sido anfitriona del programa literario Tropismes on France Ô durante varios años, y Hors-Champs on France Culture. Es miembro del Consejo de Orientación del think tank En Temps Réel, miembro del consejo de administración del Théâtre de la Ville de París, así como de la Universidad de Aviñón y del Pays de Vaucluse y miembro del consejo del diario Le Monde. Con Bruno Racine, presenta el programa Le Cercle del BNF, en colaboración con Le Magazine littéraire  y, desde 2009, forma parte del jurado del premio BnF.
Desde el inicio del curso 2015, presenta el programa Permis de rire en France Inter, donde se abordan temas de geopolítica, filosofía y moral. y diplomacia. y desde 2016 el programa L'Heure Bleue en France Inter. Desde 2014, investiga la vejez; sus hallazgos y análisis se reúnen en el ensayo La Voyageuse de nuit.

## Vida personal
Después de 1968, en un kibutz en Israel, conoció al etnólogo Alfred Adler, casado y padre de un hijo. Se convierte en su primer marido. Mantendrá su apellido durante su vida pública después de su divorcio. En 1970, dio a luz a su primer hijo. En 1985, su segundo hijo, Rémi, murió de una enfermedad a los nueve meses, a lo que dedicó un libro, publicado por Gallimard: À ce soir.
Luego dio a luz a dos hijas, Léa y Paloma, de su matrimonio con el escritor Alain Veinstein, exproductor de France Culture.

## Obras

### Biografías
- 1986: L'Amour à l'arsenic : histoire de Marie Lafarge, Denoël.
- 1998: Marguerite Duras, Gallimard.
- 2005: Dans les pas de Hannah Arendt, Gallimard.[27]
- 2008: L'insoumise, Simone Weil, Actes sud.
- 2011: Françoise, Grasset (sur Françoise Giroud).
- 2012: Dans les pas de Hannah Arendt, Gallimard.
- 2015: François Mitterrand, journées particulières, Flammarion.
- 2019: Charlotte Perriand, Gallimard

### Ensayos
- 1979: À l'aube du féminisme: les premières journalistes, Payot.
- |1981: Misérable et glorieuse. La femme au XIXe siècle, sous la direction de Jean-Paul Aron, Fayard.
- 1983: Secrets d'alcôve : une histoire du couple de 1830 à 1930, Hachette Littératures.
- 1987: Avignon : 40 ans de festival, avec Alain Veinstein, Hachette.
- 1990: La Vie quotidienne dans les maisons closes de 1830 à 1930, Hachette.
- 1994: Les Femmes politiques, Le Seuil.
- 2006: Les Femmes qui lisent sont dangereuses, avec Stefan Bollmann, Flammarion.
- 2007: Les Femmes qui écrivent vivent dangereusement, avec Stefan Bollmann, Flammarion.
- 2008: Femmes hors du voile, photographies d'Isabelle Eshraghi, éditions du Chêne.
- 2009: Les Femmes qui aiment sont dangereuses, avec Elisa Lécosse, Flammarion.
- 2010: La Beauté des nuits du monde de Marguerite Duras, textes choisis et présentés par Laure Adler, La Quinzaine littéraire|éditions La Quinzaine littéraire, coll. « Voyager avec ».
- 2011: Les Femmes qui lisent sont de plus en plus dangereuses, avec Stefan Bollmann, Flammarion.
- 2011: Manifeste féministe, éd. Autrement.
- 2011: Les Maisons closes, éditions Fayard.
- 2012: Le Bruit du monde, éditions Universitaires d'Avignon.
- 2016: Tous les soirs, éditions Actes Sud.
- 2018: Les Femmes artistes sont dangereuses, avec Camille Viéville, Flammarion.
- 2020: La voyageuse de nuit, Éditions Grasset.

- 1995: El año de la despedida, Flammarion.
- 2001 Nos vemos esta noche, (autobiografía) Gallimard.

## Novelas
- 2013: Immortelles, Grasset.